# KSW-Hochhaus

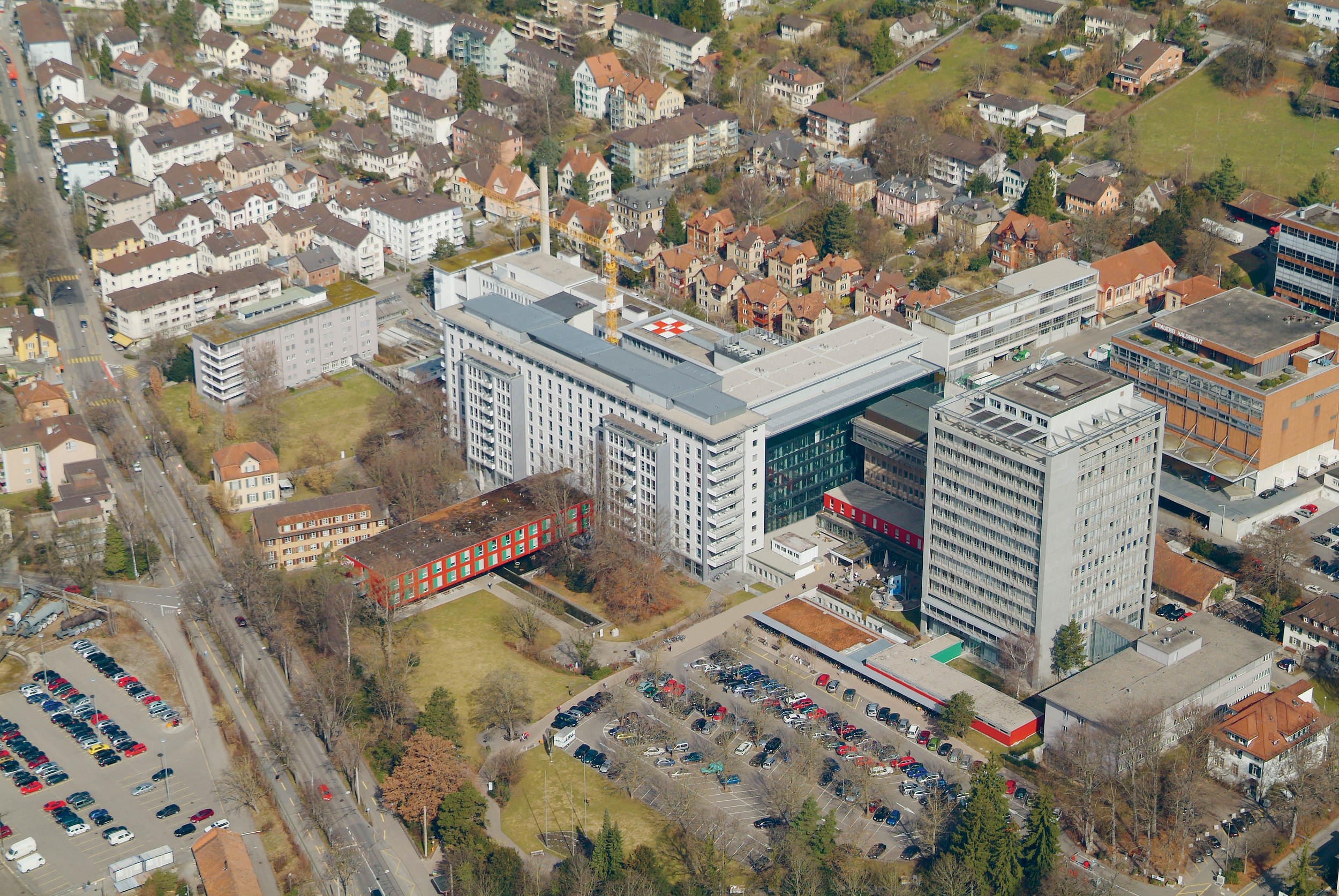
Kantonsspital Winterthur mit Bettenhochhaus (rechts)

Das KSW-Hochhaus war ein Spitalhochhaus des Kantonsspitals Winterthur (KSW). Mit über 50 m Höhe und 16 Stockwerken war es bei Eröffnung das zweithöchste, zuletzt das dritthöchste Gebäude Winterthurs. 1947 wurde die Volksabstimmung Neubau KSW angenommen, 1958 wurde das neue Spital eingeweiht. Das zum Spital gehörende Hochhaus wurde jedoch erst 1968 fertiggestellt. In diesem waren chirurgische Klinik, Kinder-, Augen-, Rheuma- und Frauenklinik, Ambulatorien, Pikett- und Personalzimmer untergebracht.
Nach der Fertigstellung des neuen Behandlungstrakts «Didymos» wurde das KSW-Hochhaus zurückgebaut. Der Rückbau begann im September 2022 und war im Januar 2024 abgeschlossen.